# オールドローズバド
オールドローズバド（Old Rosebud、オールドローズバッドとも）とはアメリカ合衆国のサラブレッドの競走馬である。現役生活10年間で1914年のケンタッキーダービーを始めとした多数の競走で勝ちを挙げ、のちの1968年にアメリカ競馬殿堂入りを果たした。

## 経歴

### 若駒時代
20世紀初頭のアメリカの大馬主ジョン・エドワード・マッデンによって生産された競走馬の1頭である。父アンクルは20世紀初頭の名種牡馬スターシュートの産駒で、サラトガスペシャルステークスにおいてコリンの1馬身差2着に入った（ただし2頭立ての競走であった）程度の戦績の馬で、オールドローズバドはその初年度産駒であった。生まれてほどなくして去勢が施されている。
1歳の時にイヤリングセールで売りに出され、調教師のフランク・ウィアーが500ドルで購入、同馬をチャーチルダウンズ競馬場職員のハミルトン・アップルゲートと共同所有した。馬名はアップルゲートの家族が経営していた醸造所が出しているウィスキーのブランドに由来した。1913年2月にウィアーのもとでデビュー、メキシコのフアレスで行われたユカタンステークスで勝利すると、以降フラッシュステークス、ユナイテッドステーツホテルステークスでの勝利を含む14戦12勝を挙げた。2歳の末に怪我を負ったため休養を取ることになったが、それまでの期間でトラックレコードを4回も更新していた。
明けて1916年の3歳シーズン、オールドローズバドは3歳初戦を10連勝で飾ると、次いで出走したケンタッキーダービーにおいても2着馬ホッジに8馬身差をつけて優勝、11連勝と同時に同競走のレコードタイムを更新した。このレコードタイム2分3秒2/5は、その後16年間破られることはなかった。アップルゲートは「あれほど強い馬は見たことがないし、すごいレースもずいぶん見たと思うけど、とにかくあの強さは異常だ」と語った。
しかしその3週後、当時ベルモントパーク競馬場で行われていたウィザーズステークスで不慣れな右回りのコースに混乱して最後まで手前を替えなかったために転倒し、その際に屈腱炎を発症して長期の離脱を余儀なくされた。

### 復活と最期
オールドローズバドは休養のためにテキサスに移り、そこで約3年の間休養に時間をあてた。
1917年、6歳の時に競走馬として復帰した。オールドローズバドは超長期の休養明けの6歳馬とは思えない走りを見せ、クラークハンデキャップ、クイーンズカウンティハンデキャップ、デラウェアハンデキャップ、カーターハンデキャップ、レッドクロスハンデキャップなど数々のハンデキャップ競走で勝ちを挙げていった。最終的にこの年21戦15勝の大活躍を見せ、後に同年の最優秀ハンデキャップ馬に選ばれている。
しかし、オールドローズバドはまたしても怪我により長期の休養に入り、7歳のシーズンを丸々棒に振ることになった。
1919年、8歳の時に再度の復活を果たした。すでに全盛期のような実力は失われていたが、8歳の時には30戦して9勝を挙げた。後年も各年で勝利を挙げていたが、クレーミング競走への出走も多くなっていた。1921年9月に40勝目を挙げたが、以降勝ち星は得られたなかった。
1922年、5月17日のジャマイカ競馬場でのクレーミング競走において7着に敗れたのが最後の競走となった。それから4日後、オールドローズバドは調教中に故障が発生し、結果5月23日に銃殺処分となった。ウィアーは後に「オールドローズバドは一生のうちに一度見られるかないかの馬だった。彼は私が持った馬の中で最も速い馬だったと確信している。もし彼がもっと丈夫であったら、我々は今『オールドローズバドはどれだけ速く走るであろうか』などと語らないだろう。」と回顧のコメントをしている。また、主戦騎手であったジョン・マカベイは後に「オールドローズバドは連中より早いぜ、連中ってのはマンノウォーとカウントフリートとセクレタリアトさ」と語っている。
後年、アメリカ競馬名誉の殿堂博物館は同馬の競走成績を称えて、オールドローズバドの殿堂入りを発表した。

## 評価

### 主な勝鞍
※当時はグレード制未導入
1913年（2歳） 14戦12勝
ユカタンステークス、フラッシュステークス、ユナイテッドステーツホテルステークス
1914年（3歳） 3戦2勝
ケンタッキーダービー
1917年（6歳） 21戦15勝
クラークハンデキャップ、クイーンズカウンティハンデキャップ、デラウェアハンデキャップ、カーターハンデキャップ、レッドクロスハンデキャップ、フロンティアハンデキャップ
3着 - ブルックリンハンデキャップ
1919年（8歳） 30戦9勝
1920年（9歳） 8戦1勝
1921年（10歳） 2戦1勝
1922年（11歳） 2戦1勝

### 年度代表馬
- 1913年 - 最優秀2歳牡馬
- 1917年 - 最優秀ハンデキャップ馬

### 表彰
- 1968年 - アメリカ競馬名誉の殿堂博物館により、殿堂馬として選定される。
- 1999年 - ブラッド・ホース誌の選ぶ20世紀のアメリカ名馬100選において、第88位に選ばれる。

## 血統表
| オールドローズバドの血統            | オールドローズバドの血統                | オールドローズバドの血統 | （血統表の出典）      | （血統表の出典） |
| 父系                                | エクリプス系                            | エクリプス系             | エクリプス系          | [ § 2 ]          |
| 父 Uncle 1905 栗毛 アメリカ         | 父の父Star Shoot 1898 栗毛 アイルランド | Isinglass                | Isonomy               | Isonomy          |
| 父 Uncle 1905 栗毛 アメリカ         | 父の父Star Shoot 1898 栗毛 アイルランド | Isinglass                | Dead Lock             |                  |
| 父 Uncle 1905 栗毛 アメリカ         | 父の父Star Shoot 1898 栗毛 アイルランド | Astrology                | Hermit                | Hermit           |
| 父 Uncle 1905 栗毛 アメリカ         | 父の父Star Shoot 1898 栗毛 アイルランド | Astrology                | Stella                |                  |
| 父 Uncle 1905 栗毛 アメリカ         | 父の母The Niece 1882 栗毛 アメリカ      | Alarm                    | Eclipse II            | Eclipse II       |
| 父 Uncle 1905 栗毛 アメリカ         | 父の母The Niece 1882 栗毛 アメリカ      | Alarm                    | Maud                  |                  |
| 父 Uncle 1905 栗毛 アメリカ         | 父の母The Niece 1882 栗毛 アメリカ      | Jaconet                  | Leamington            | Leamington       |
| 父 Uncle 1905 栗毛 アメリカ         | 父の母The Niece 1882 栗毛 アメリカ      | Jaconet                  | Maggie B B            |                  |
| 母 Ivory Bells 1899 青鹿毛 アメリカ | 母の父Himyar 1875 鹿毛 アメリカ         | Alarm                    | Eclipse II            | Eclipse II       |
| 母 Ivory Bells 1899 青鹿毛 アメリカ | 母の父Himyar 1875 鹿毛 アメリカ         | Alarm                    | Maud                  |                  |
| 母 Ivory Bells 1899 青鹿毛 アメリカ | 母の父Himyar 1875 鹿毛 アメリカ         | Hira                     | Lexington             | Lexington        |
| 母 Ivory Bells 1899 青鹿毛 アメリカ | 母の父Himyar 1875 鹿毛 アメリカ         | Hira                     | Hegira                |                  |
| 母 Ivory Bells 1899 青鹿毛 アメリカ | 母の母Ida Pickwick 1888 鹿毛 アメリカ   | Mr. Pickwick             | Hermit                | Hermit           |
| 母 Ivory Bells 1899 青鹿毛 アメリカ | 母の母Ida Pickwick 1888 鹿毛 アメリカ   | Mr. Pickwick             | Tomato                |                  |
| 母 Ivory Bells 1899 青鹿毛 アメリカ | 母の母Ida Pickwick 1888 鹿毛 アメリカ   | Ida K                    | King Alfonso          | King Alfonso     |
| 母 Ivory Bells 1899 青鹿毛 アメリカ | 母の母Ida Pickwick 1888 鹿毛 アメリカ   | Ida K                    | Lerna                 |                  |
| 母系(F-No.)                         | (FN:6-a)                                | (FN:6-a)                 | (FN:6-a)              | [ § 3 ]          |
| 5代内の近親交配                     | Alarm 3x3, Hermit 4x4                   | Alarm 3x3, Hermit 4x4    | Alarm 3x3, Hermit 4x4 | [ § 4 ]          |
| 出典                                | 1. 2. 3. 4.                             | 1. 2. 3. 4.              | 1. 2. 3. 4.           | 1. 2. 3. 4.      |